# Dendrosoter chansleri
Dendrosoter chansleri är en stekelart som beskrevs av Marsh 1967. Dendrosoter chansleri ingår i släktet Dendrosoter och familjen bracksteklar. Inga underarter finns listade i Catalogue of Life.